# Free Bird
"Free Bird" hay"Freebird" là bản power ballad của ban nhạc rock người Mỹ Lynyrd Skynyrd. Ca khúc nằm trong album đầu tay năm 1973 của ban nhạc và trong nhiều sản phẩm sau đó của họ, bổ sung thêm nhiều đoạn mới và đoạn kết so với ấn bản gốc (ví dụ trong album Skynyrd's Innyrds). Cây bút Lorry Fleming từ Amazon cho rằng "đây là ca khúc được yêu cầu nhiều nhất lịch sử nhạc rock".
Được phát hành dưới dạng đĩa đơn vào tháng 11 năm 1974, "Free Bird" có mặt ở vị trí số 87 tại Billboard Hot 100 vào ngày 23 tháng 11 và trở thành đĩa đơn top 40 thứ hai của ban nhạc khi đạt vị trí 19 vào đầu năm 1975. Ấn bản trình diễn trực tiếp cũng có được vị trí 38 tại bảng xếp hạng trên vào năm 1977. "Free Bird" cũng có được vị trí số 3 trong danh sách "100 đoạn guitar solo vĩ đại nhất" của tạp chí Guitar World.
"Free Bird" thường là ca khúc mà Lynyrd Skynyrd sử dụng để kết thúc các buổi trình diễn của mình và cũng là ca khúc dài nhất của họ với hơn 14 phút. Đây cũng chính là ca khúc thương phẩm của ban nhạc này.

## Xếp hạng
Tính từ thời kỳ tải kỹ thuật số, ca khúc đã bán được hơn 2,1 triệu bản.
| Bảng xếp hạng (1974-1975) | Vị trí cao nhất |
| ------------------------- | --------------- |
| Canada RPM Top Singles    | 47              |
| U.S. Billboard Hot 100    | 19              |
| UK Singles Chart          | 21              |

## Thành phần tham gia sản xuất
- Ronnie Van Zant – hát chính.
- Allen Collins – guitar lead, guitar acoustic.
- Gary Rossington – guitar nền, slide guitar.
- Ed King – bass.
- Billy Powell – piano.
- Bob Burns – trống.
- "Roosevelt Gook" (Al Kooper) – organ, mellotron.

Nghệ sĩ khách mời
- Steve Gaines – guitar lead, guitar nền.

Sự có mặt của Steve Gaines đã đưa ban nhạc về đội hình mà Ronnie Van Zant mong muốn có được thành công với 3 guitar. Đoạn guitar solo của Collins trong "Free Bird" được thay đổi luân phiên với 2 chiếc guitar khác nhau.